# Frank Wild
John Robert Francis Wild (n. 10 aprilie 1873, d. 19 august 1939) a fost un explorator englez, participant la 5 expediții polare și deținător al unei Medalii Polare.